# 廢物再利用
垃圾經過焚化過程後產生之底渣約佔垃圾總量25%，每年約生產超過90萬公噸以上，並有逐年增加之趨勢。目前台灣運轉中之24座焚化廠每月約產生約77,400噸之底渣，其中已有19間焚化廠每月約50,950噸(約65.83%)之底渣，委託各底渣再利用處理機構進行底渣再利用處理，尚有26,450噸(約34.17%)之底渣未進行再利用處理。其底渣中約有80~90%是由O、Si、Fe、Ca、Al、Na、K和C所組成，及少部份由Mg、Ti、Cl、Mn、Ba、Zn、Cu、Pb、Cr組成等，其組成元素多為氧化態，主要有SiO2、CaO、Al2O3、Fe2O3及MgO等成分，這些化學成分與天然骨材、水泥近似可有效的應用。目前再利用方式大部分都以透水磚製品及瀝青添加料為主，未能有效100%循環利用。
日本致力於熱分解氣化熔融處理技術之研發及熔融再利用方式之評估與灰渣熔融廠之設置，並積極推動熔渣應用於建築材料。再生利用方式，以做為道路骨材、混凝土製品（如下水道側溝蓋、路側緣石等）等一般民生建設應用之材料。

## 外部連結
- （页面存档备份，存于）
- 寶特瓶回收技術
- 廢電腦回收技術